# Förbindelsedikten
Förbindelsedikten är den del av den s.k. Stora rimkrönikan som knyter ihop Erikskrönikan med Karlskrönikan och alltså täcker tidsperioden 1319-89. Den ansågs länge, i likhet med Karlskrönikan, vara ett beställningsverk av Karl Knutsson (Bonde) och skriven under dennes regeringstid. Flera forskare har dock i modern tid ifrågasatt denna uppfattning och i stället utpekat kungens morfar Karl Ulfsson (Sparre av Tofta) som Förbindelsediktens upphovsman.